# Cedric Errol Carr
Cedric Errol Carr  (1892- 1936, Nueva Guinea) fue un botánico neozelandés y gran recolector de flora en el Medio oriente.

## Biografía
Plantador de caucho de Nueva Zelanda que fue empleado en las plantaciones en Malasia (1913-1931). Recogió orquídeas en particular. Se casa con Nellie Twiff. Y la familia se traslada a Tasmania, y se divorciará, teniendo la custodia de su hijo John. Nellie Twiff retorna a Mt Pleasant en Singapur, y él vive con su hijo John en East Melbourne, Victoria.

## Honores

### Eponimia
- (Loranthaceae) Cecarria Barlow[2]
- La abreviatura «Carr» se emplea para indicar a Cedric Errol Carr como autoridad en la descripción y clasificación científica de los vegetales.[3]